# Hastière
Hastière (wallonisch: Astire) ist eine an der Maas gelegene Gemeinde in der Provinz Namur im wallonischen Teil Belgiens.
Die Gemeinde besteht aus den Ortsteilen Hastière-Lavaux, Agimont, Blaimont, Hastière-par-delà, Heer, Hermeton-sur-Meuse und Waulsort. Darüber hinaus bestehen mehrere Weiler, darunter Lenne.

## Geschichte
In Waulsort wurde ungefähr 945 eine religiöse Ansiedlung von Schotten gegründet, die zu einem Benediktinerkloster heranwuchs. Diesem Kloster wurden nach 969 auch Besitzungen in Hastière-par-delà unterstellt, wo ein ehemaliges Nonnenkloster allmählich zu einem selbständigen Kloster heranwuchs. Ab 1033 kam es zu mehr als hundert Jahren währenden Streitigkeiten und Rivalitäten zwischen Waulsort und Hastière, welche beide zum Einflussbereich des Bistums Metz gehörten. Waulsort hatte mit Wibald von Stablo oder später Bischof Bertram von Metz mächtige Fürsprecher und erwies sich als geschickter in der Urkundenfälschung; dennoch erlangte Hastière letztlich eine Gleichstellung: Hastière und Waulsort wurden zu Beginn des 13. Jahrhunderts jeweils von einem Prior sowie von einem gemeinsamen Abt geleitet. 1227 wurden die Klöster dem Bistum Lüttich unterstellt. Beide Abteien wurden 1793 geplündert und in Brand gesteckt; übriggeblieben sind die Klosterkirche von Hastière und der Klosterhof von Waulsort, mittlerweile eine Privatresidenz.
Der Name der Ortschaft Waulsort wurde nach einem geologischen Aufschluss an der Ortschaft auf eine zeitweilig existierende stratigraphische Stufe des unteren Karbon in Belgien übertragen (franz. Waulsortien) und hatte innerhalb der geologischen Erkundung in der Region um Dinant im 19. Jahrhundert historische Bedeutung erlangt. Die Benennung erfolgte 1863 durch Edouard Dupont, den Direktor des Musée Royal d’Histoire naturelle, für eine von insgesamt sechs Stufen (d’Etrœungt – später Ecaussines, Avesnelles – später Anseremme, Tournai, Waulsort, Namur und Visé) der Kalksteinablagerungen des belgischen Karbon. Dupont hatte die erste geologische Kartierung in der Region von Dinant um 1880 federführend betrieben, wobei er in seinen Kartendarstellungen nur drei Stufen (Tournaisien, Waulsortien, Viséen) verwendete. Bereits ab 1888 wurde diese Benennung auf Grundlage der Arbeiten von Charles Louis Joseph de La Vallée Poussin wieder liquidiert. Henry de Dorlodot verzichtete 1893 bei seiner Beschreibung der örtlichen Kalksteine auf diesen stratigraphischen Begriff.
Der Kalkstein von Waulsort wurde, neben weiteren in dieser ehemals regen Steingewinnungsregion des Maastals oberhalb Dinants, als Werkstein gewonnen und trug die Handelsbezeichnung Brèche de Waulsort.

## Weblinks

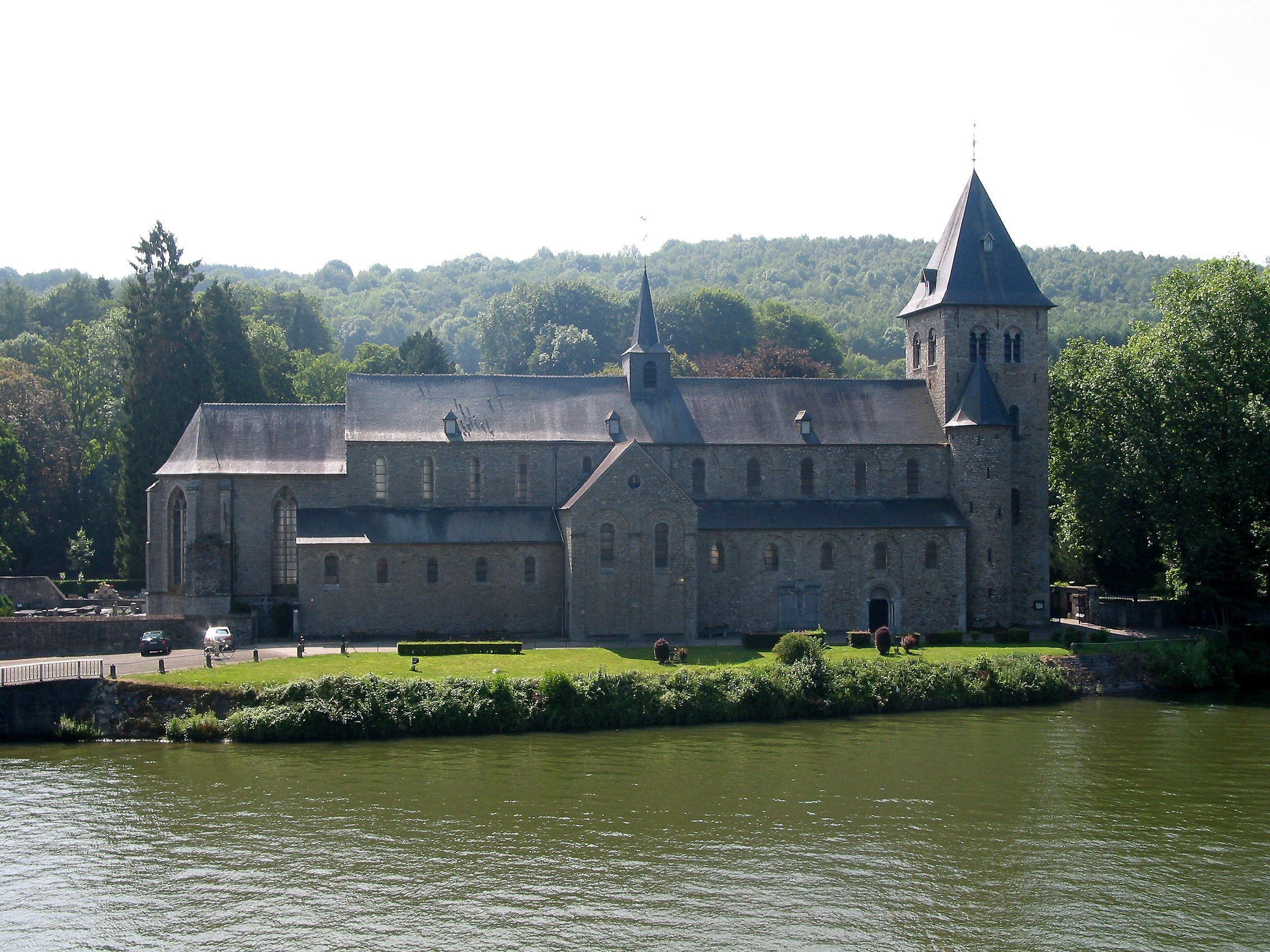
Die Sankt Hadelinus Abteikirche von Hastière
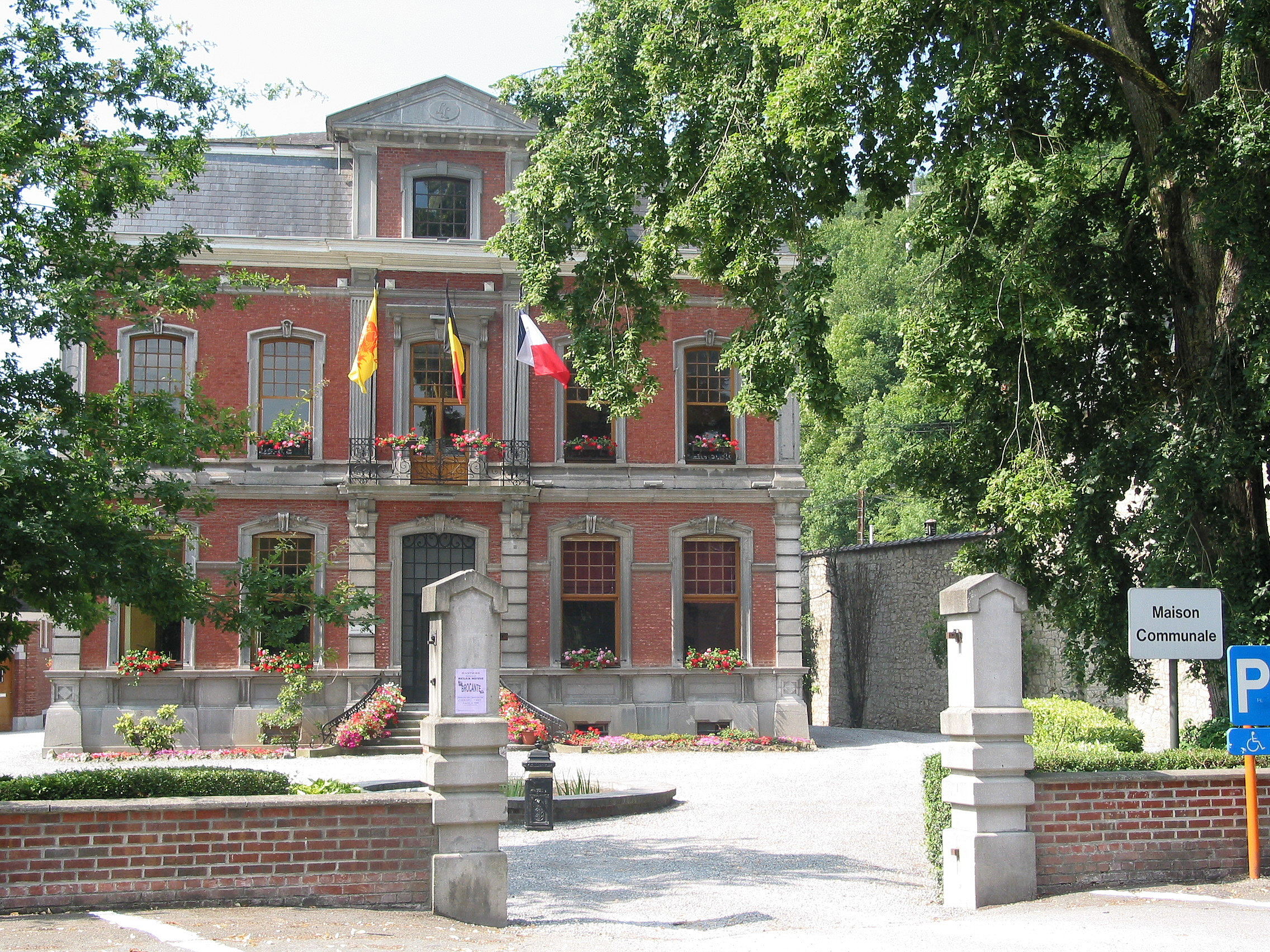
Rathaus von Hastière
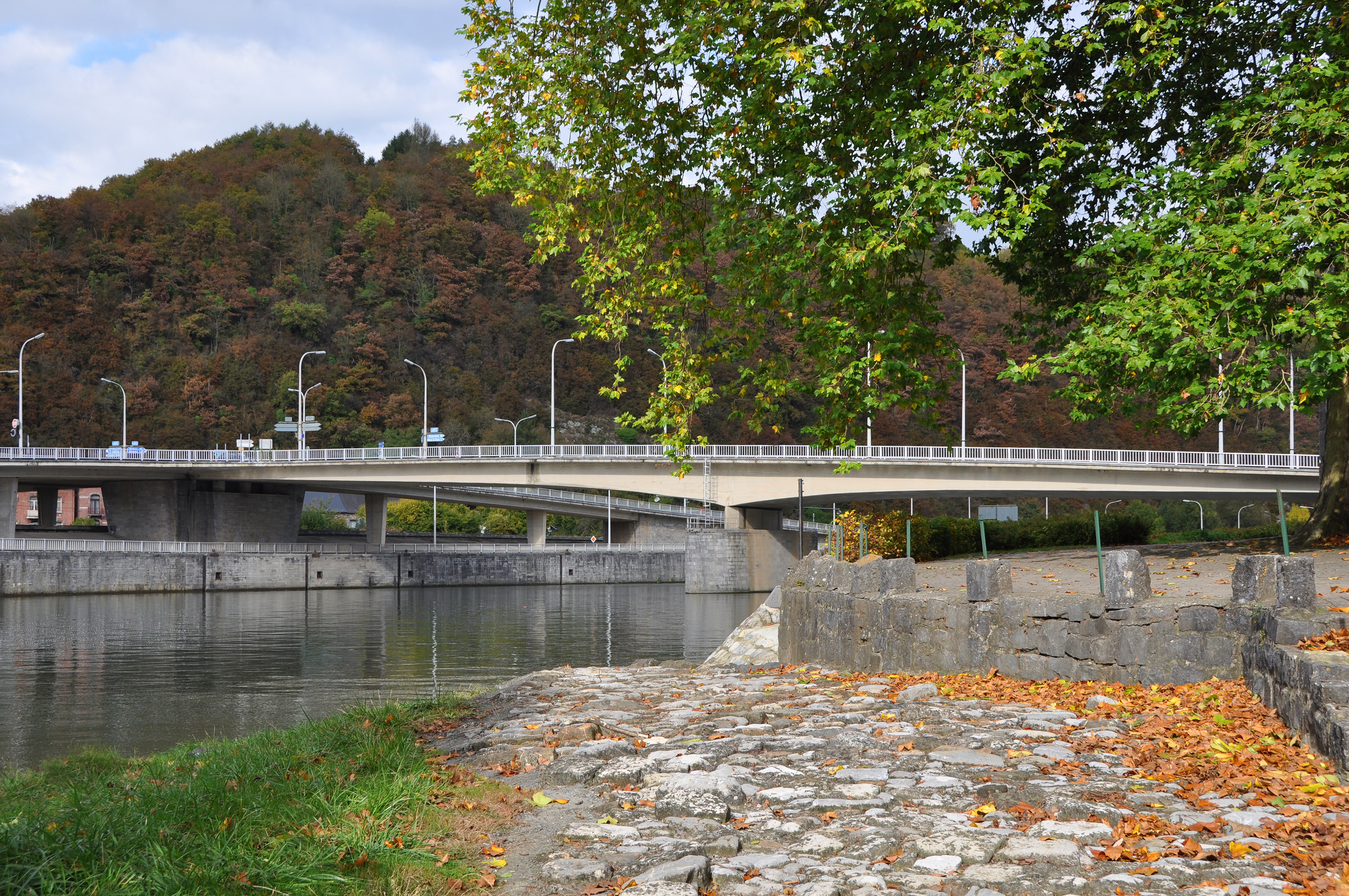
Die Maasbrücke verbindet Hastière-par-delà mit Hastière-Lavaux